# Az én nevem Jimmy
Az én nevem Jimmy 1986-ban készült, 1990-ben futott magyar televíziós filmsorozat, amelynek rendezője Bohák György, írója Lőrincz L. László. Műfaját tekintve ifjúsági filmsorozat és sci-fi filmsorozat. Magyarországon először 1990. május 27-én gyereknap alkalmából sugározta a televízió mind a 4 részt, az 1-3 részt az M1, a 4. részt az M2 adta.

## Szereplők
- Csákányi László
- Rosta Sándor
- Szerednyey Béla
- Vajda László
- Harsányi Gábor
- Borók Róbert
- Dragonya András
- Erdélyi Zoltán
- Lukács Dávid
- Németh Kristóf
- Mátyássy Szabolcs